# チーチェニツェ - ヴォラリ線
チーチェニツェ～ヴォラリ線（チェコ語: Železniční trať Číčenice–Volary）は、GW Train Regio社の鉄道線の名称である。路線番号は197。なお本頁では、同じく路線番号197として案内されているヴォラリ～ノヴェー・ウードリー間についても記述する。
1893年、帝立王立国有鉄道傘下の地方鉄道（Lokalbahn）によりチーチェニツェ～プラハチツェ間が開業した。1899年にヴォラリまで、1910年にドイツのハイドミューレまで延伸し、全線開業。かつてはチェコとドイツの国境を越える路線であったが、現在国境を越える区間は廃止されている。2019年以前はチェコ鉄道の路線であった。

## 運行形態

### 定期列車
全て各駅停車で、概ね2時間に1本の運行。ただし平日は夏季を除き、プラハチツェ以北のみの運行の列車があり、プラハチツェ以南は4時間空く時間帯がある。チーチェニツェでは、190号線のプルゼニ方面特急と接続し、一部はチェスケー・ブヂェヨヴィツェ方面特急とも接続する。なお、チェルニー・クルジージ～ノヴェー・ウードリー間には、194号線の列車も2時間に1本乗り入れる。
ヴォラリ～チェルニー・クルジージ～チェスケー・ブヂェヨヴィツェの系統で194号線に乗り入れる便もある。
2017年以前は、一部が190号線のプロチヴィーンに乗り入れていた。2018年度は、ウードリー方面は全線通しが多いが、チーチェニツェ方面はヴォラリで運転系統が分かれるケースが多かった。2019年以前は、チェコ鉄道による運行であった。2022年度以前は、全列車がドブラーにも停車していた。

### 臨時列車
- ＳＬでシュマヴァの夏号：　フロボリ - ヴォラリ、ヴォラリ - ノヴェー・ウードリーなど　【2017年、夏季の金曜・土曜運行】
下記の系統が、それぞれ一日1本ずつ運行する。蒸気機関車で運行。特に注記のないものは各駅停車。
  - ヴォラリ → チェルニー・クルジージ → ノヴァー・ペツ　※194号線に直通。ドブラー通過。
  - ノヴァー・ペツ → チェルニー・クルジージ → ノヴェー・ウードリー　※194号線から直通。各駅停車。
  - ノヴェー・ウードリー → チェルニー・クルジージ → ヴォラリ
  - ヴォラリ → フロボリ
  - フロボリ → ヴォラリ

- 超特急(Ex)：　プラハ - ストジェツ - ノヴェー・ウードリー　【2019年、夏季の年2日運行】
一日1往復の運行。ストジェツ以東は、チェルニー・クルジージを通過し194号線に直通する。

## 駅一覧
以下では、チェコ国鉄197号線の駅と営業キロ、停車列車、接続路線などを一覧表で示す。
- 停車駅
  - ■印：全列車停車
  - ●印：大部分停車、一部通過
  - ｜印：全列車通過

| 路線名 | 駅名                                   | 駅間営業キロ | 累計営業キロ | Os | 接続路線                                   | 所在地       | 所在地           |
| ------ | -------------------------------------- | ------------ | ------------ | -- | ------------------------------------------ | ------------ | ---------------- |
| 197    | チーチェニツェ駅                       | -            | 0.0          | ■  | 190号線（プルゼニ/プラハ方面、ブルノ方面） | 南ボヘミア州 | ストラコニツェ郡 |
| 197    | ヴォドニャニ駅                         | 4.3          | 4.3          | ■  |                                            | 南ボヘミア州 | ストラコニツェ郡 |
| 197    | プラジャーク駅                         | 2.9          | 7.2          | ■  |                                            | 南ボヘミア州 | ストラコニツェ郡 |
| 197    | スヴィニェチツェ駅                     | 3.2          | 10.4         | ■  |                                            | 南ボヘミア州 | ストラコニツェ郡 |
| 197    | バヴォロフ駅                           | 2.0          | 12.4         | ■  |                                            | 南ボヘミア州 | ストラコニツェ郡 |
| 197    | ブラニツェ駅                           | 4.0          | 16.4         | ■  |                                            | 南ボヘミア州 | プラハチツェ郡   |
| 197    | ストルンコヴィツェ・ナド・ブラニチー駅 | 2.2          | 18.6         | ■  |                                            | 南ボヘミア州 | プラハチツェ郡   |
| 197    | フシネツ駅                             | 4.7          | 23.3         | ■  |                                            | 南ボヘミア州 | プラハチツェ郡   |
| 197    | プラハチツェ駅                         | 4.3          | 27.6         | ■  |                                            | 南ボヘミア州 | プラハチツェ郡   |
| 197    | プラハチツェ・ラーズニェ駅             | 1.7          | 29.3         | ■  |                                            | 南ボヘミア州 | プラハチツェ郡   |
| 197    | ロハノフ駅                             | 4.4          | 33.7         | ■  |                                            | 南ボヘミア州 | プラハチツェ郡   |
| 197    | フロボリ駅                             | 3.0          | 36.7         | ■  |                                            | 南ボヘミア州 | プラハチツェ郡   |
| 197    | オヴェスネー・ウ・プラハチツ駅         | 2.0          | 38.7         | ■  |                                            | 南ボヘミア州 | プラハチツェ郡   |
| 197    | スクルジーニェルジョフ駅               | 3.3          | 42.0         | ■  |                                            | 南ボヘミア州 | プラハチツェ郡   |
| 197    | ズビチニ駅                             | 3.5          | 45.5         | ■  |                                            | 南ボヘミア州 | プラハチツェ郡   |
| 197    | スパーレネツ駅                         | 1.5          | 47.0         | ■  |                                            | 南ボヘミア州 | プラハチツェ郡   |
| 197    | ヴォラリ駅                             | 8.9          | 55.9         | ■  | 198号線（ストラコニツェ方面）              | 南ボヘミア州 | プラハチツェ郡   |
| 197    | ドブラー・ナ・シュマヴェ駅             | 3.9          | 59.8         | ●  |                                            | 南ボヘミア州 | プラハチツェ郡   |
| 197    | チェルニー・クルジージ駅               | 2.1          | 61.9         | ■  | 194号線（ブヂェヨヴィツェ方面）            | 南ボヘミア州 | プラハチツェ郡   |
| 197    | ストジェツ駅                           | 3.8          | 65.7         | ■  |                                            | 南ボヘミア州 | プラハチツェ郡   |
| 197    | ノヴェー・ウードリー駅                 | 3.9          | 69.6         | ■  |                                            | 南ボヘミア州 | プラハチツェ郡   |